# 蜂巢短吻獅子魚
蜂巢短吻獅子鱼，为輻鰭魚綱鮋形目杜父魚亞目狮子鱼科的其中一種。分布於北太平洋區，包括日本、鄂霍次克海、阿拉斯加、加拿大卑詩省、美國華盛頓州等海域，體延長，尾鰭及胸鰭略凹入，體為靛青色，腹膜與魚鰭黑色，附部灰白色，體長可達30公分，背鰭軟條58至64枚；臀鰭軟條52至58枚；脊椎骨64至70個，屬深海魚類，棲息在水深35至1775公尺的水域，生活習性不明。